# Annie Hall
Pour les articles homonymes, voir Hall.
Pour plus de détails, voir Fiche technique et Distribution.
Annie Hall est une comédie réalisée par Woody Allen, sorti en 1977.
Coécrit par Woody Allen et Marshall Brickman, et produit par le manager d'Allen, Charles H. Joffe, le film remporte en 1978 les Oscars du meilleur film, du meilleur réalisateur, du meilleur scénario et de la meilleure actrice pour Diane Keaton.
Woody Allen a décrit le film, qui a marqué sa première collaboration avec le directeur de la photographie Gordon Willis, comme « un tournant majeur », en ce que, contrairement aux farces et comédies qui caractérisaient son œuvre jusqu'alors, il a introduit un nouveau niveau de gravité. Certains universitaires ont noté le contraste entre les contextes de New York et de Los Angeles, le stéréotype des différences de genre dans la sexualité, la présentation de l'identité juive et les éléments de la psychanalyse et du modernisme.
Le personnage d'Annie Hall a spécialement été écrit pour Diane Keaton qui fut la première muse de Woody Allen. Il est à noter que le nom de naissance de Diane Keaton est Diane Hall et que son surnom à l'époque était Annie.

## Synopsis
Alvy Singer (Woody Allen), un humoriste new-yorkais à la carrière éclatante, est un incurable névrosé. La quarantaine douloureuse après deux mariages ratés et quinze ans d'analyse, il est obsédé par la précarité de l'Univers, le sexe et la mort, mais également par Kafka et le documentaire Le Chagrin et la Pitié. C'est alors qu'il rencontre, au détour d'un court de tennis, Annie Hall (Diane Keaton), une jeune femme WASP assez délurée, avec qui il développe une relation marquée par de nombreux moments de bonheur jusqu'à ce que surgissent des tensions liées notamment à leurs vies professionnelles respectives.

## Fiche technique
- Titre : Annie Hall
- Réalisation : Woody Allen
- Scénario : Woody Allen, Marshall Brickman
- Photographie : Gordon Willis
  - Opérateurs caméra : Fred Schuler et Don Thorin
- Direction artistique : Mel Bourne (en)
- Costumes : Ruth Morley
- Son : Dan Sable
- Casting : Juliet Taylor (en)
- Montage : Wendy Greene Bricmont et Ralph Rosenblum
- Production : Charles H. Joffe et Jack Rollins
- Société de production : Jack Rollins & Charles H. Joffe Productions
- Société de distribution : United Artists
- Budget : 4 000 000 $ (estimation)
- Pays de production :  États-Unis
- Langue originale : anglais
- Genre : comédie, romance
- Format : couleur
- Durée : 93 minutes
- Dates de sortie : 
  - États-Unis : 20 avril 1977
  - France : 7 septembre 1977
- Affiche : Jouineau Bourduge (France)

## Distribution

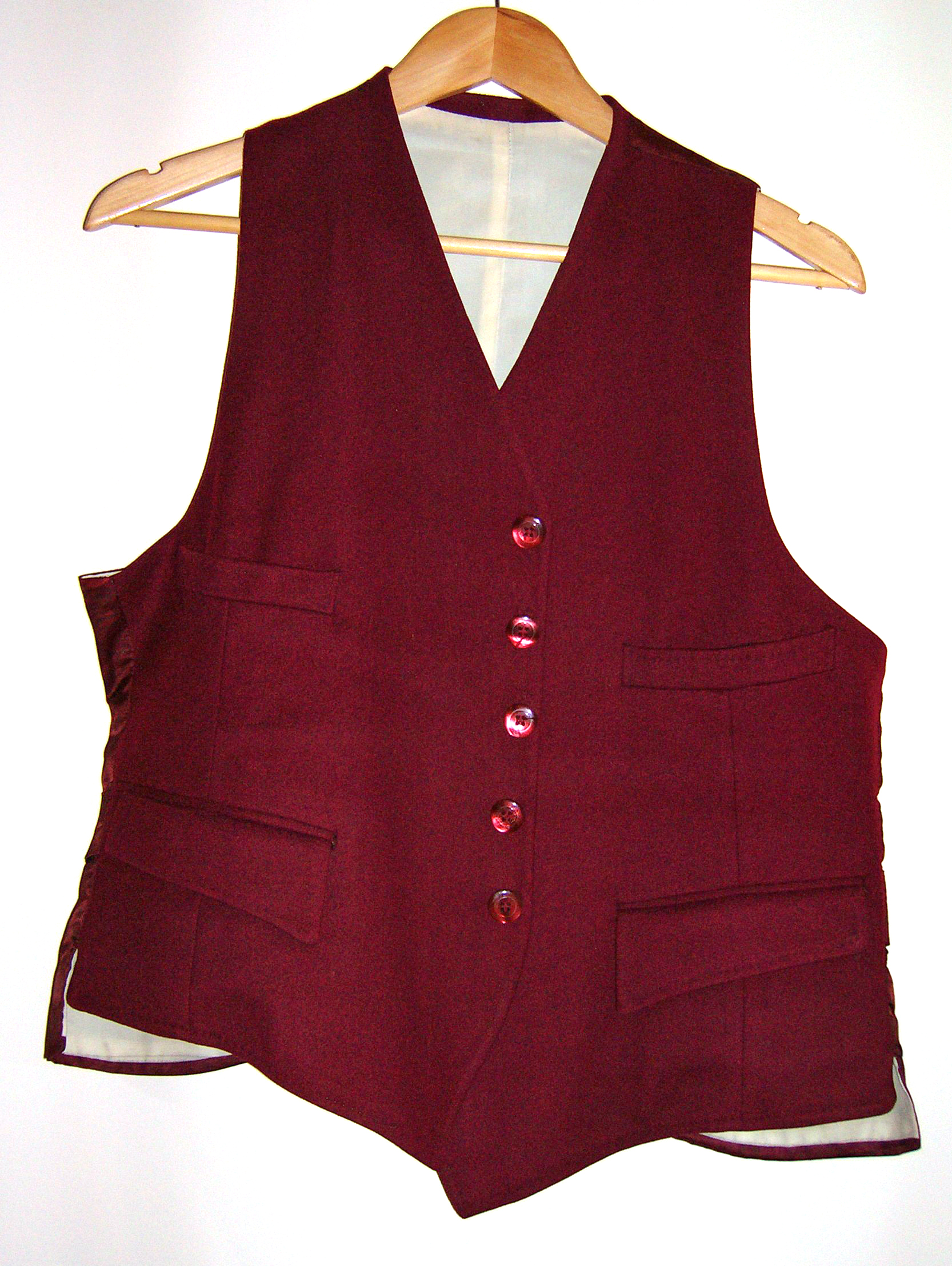
Un gilet d'homme en col V, vêtement porté par Diane Keaton dans Annie Hall.

- Woody Allen (VF : Bernard Murat) : Alvy Singer
- Diane Keaton (VF : Béatrice Delfe[2]) : Annie Hall / la Reine-sorcière dans le dessin animé (voix)
- Tony Roberts (VF : Sady Rebbot[3]) : Rob
- Carol Kane (VF : Sylviane Margollé) : Allison
- Paul Simon : Tony Lacey
- Shelley Duvall : Pam
- Janet Margolin (VF : Maïk Darah) : Robin
- Colleen Dewhurst (VF : Liliane Patrick) : la mère d'Annie
- Christopher Walken (VF : Pierre Arditi) : Duane Hall, le frère d'Annie (crédité Christopher Wlaken)
- Donald Symington (VF : Marc Cassot) : le père d'Annie
- Helen Ludlam : la grand-mère d'Annie
- Mordecai Lawner (en) (VF : Gérard Hernandez) : le père d'Alvy
- Joan Neuman (VF : Arlette Thomas) : la mère d'Alvy (crédité Joan Newman)
- Jonathan Munk : Alvy à 9 ans
- Ruth Volner (VF : Lita Recio) : la tante d'Alvy
- Martin Rosenblatt (VF : Gérard Hernandez) : l'oncle d'Alvy
- Hy Anzell (VF : Henry Djanik) : Joey Nichols (crédité Hy Ansel)
- Rashel Novikoff (VF : Lita Recio) : tante Tessie Moskowitz
- Russell Horton (VF : Bernard Tiphaine) : l'universitaire cinéphile dans la queue
- Marshall McLuhan (VF : Jean Berger) : lui-même, dans la queue du cinéma
- Christine Jones (en) : Dorie
- Mary Boylan : Miss Reed
- Wendy Girard : Janet
- John Doumanian (VF : Jacques Balutin) : le moustachu à la coke
- Chris Gampel (VF : André Valmy) : le docteur
- Dick Cavett : lui-même
- Mark Lenard : officier de la marine
- John Glover (VF : Michel Bedetti) : Jerry, l'ex d'Annie
- Bernie Styles (VF : Henri Labussière) : l'agent du comique
- Johnny Haymer (en) (VF : Philippe Dumat) : le comique
- Ved Bandhu : Maharishi
- John Dennis Johnston (VF : Pierre Hatet) : le flic motard de Los Angeles
- Laurie Bird : la petite amie de Tony Lacey (crédité Lauri Bird)
- Jim McKrell (en) : un invité de la fête de Tony Lacey
- Jeff Goldblum : un invité de la fête de Tony Lacey
- Vince O'Brien (en) (VF : Jacques Deschamps) : le médecin à l'hôtel
- Humphrey Davis : le psychiatre d'Alvy
- Veronica Radburn : la psychiatre d'Annie
- Robin Mary Paris : l'actrice répétant la pièce écrite par Alvy
- Charles Levin (en) : l'acteur répétant la pièce écrite par Alvy
- Shaun Casey (en) : Shaun, une amie de Tony Lacey au nightclub
- Lou Picetti (VF : Henry Djanik) : un étranger dans la rue
- Loretta Clemens Tupper (en) : une étrangère dans la rue (créditée Loretta Tupper)
- Shelley Hack (VF : Dominique MacAvoy) : la fille dans la rue
- Paula Trueman (VF : Paula Dehelly) : la vieille femme dans la rue
- Beverly D'Angelo : une actrice dans l'émission de Rob
- Tracey Walter : un acteur dans l'émission de Rob
- Lucy Lee Flippin : la serveuse du restaurant de nourriture saine (créditée Lucy Lee Flippen)
- Gary Mule Deer (en) : un homme au restaurant de nourriture saine (crédité Gary Muledeer)
- Sigourney Weaver : la compagne d'Alvy devant le cinéma
- Walter Bernstein : le compagnon d'Annie devant le cinéma
- Truman Capote : le sosie de Truman Capote (non crédité)

## Production

### Scénario
Le concept d’Annie Hall est développé alors que Woody Allen se promène dans New York avec le co-scénariste Marshall Brickman. Tous deux discutent fréquemment du projet, devenant parfois frustrés et rejetant l'idée. Allen écrit une première ébauche du scénario en quatre jours, l'envoyant à Brickman pour apporter des modifications. Selon Brickman, le projet est alors centré sur un homme dans la quarantaine, quelqu'un dont la vie consistait « en plusieurs volets » : sa relation avec une jeune femme, son souci de la banalité de la vie et son obsession de faire ses preuves et de se tester pour savoir quel genre de caractère il a. Allen lui-même a quarante ans en 1975, et Brickman suggère que « l'âge avancé » et les « inquiétudes concernant la mort » ont influencé l'approche philosophique et personnelle d'Allen pour compléter son « côté commercial »,. Allen prend consciemment la décision de « sacrifier certains des rires pour une histoire sur les êtres humains ». Pour la première fois, il a le courage d'abandonner la sécurité d'une comédie et il a la volonté de produire un film d'une signification plus profonde qui serait une expérience nourrissante pour le public. Il est également influencé par la comédie dramatique Huit et demi (1963) de Federico Fellini, créée à un tournant personnel similaire et colorée de la même manière par la psychanalyse de son réalisateur.
Brickman et Allen s'échangent le scénario jusqu'à ce qu'ils soient prêts à demander 4 millions de dollars à United Artists. De nombreux éléments des premières ébauches ne survivent pas aux réécritures. La trame originale se centre sur un mystère de meurtre avec une intrigue secondaire comique et romantique. Selon Allen, le meurtre se produit après une scène qui est restée dans le film : la séquence dans laquelle Annie et Alvy ratent le film Face à face (1976) d'Ingmar Bergman. Bien qu'ils décident d'abandonner le complot de meurtre, Allen et Brickman reprennent l'idée d'un crime mystérieux quelques années plus tard pour le film Meurtre mystérieux à Manhattan (1993), mettant également en vedette Diane Keaton. Le brouillon qu'Allen présente au monteur du film, Ralph Rosenblum, se termine par les mots « fin pas encore tournée »,.
Allen suggère Anhedonia — l'incapacité à éprouver du plaisir — comme titre de travail, et Brickman suggère des alternatives, notamment It Had to Be Jew (litt. « Ça devait être juif »), Rollercoaster Named Desire (« Des montagnes russes nommées désir ») et Me and My Goy (« Moi et ma goy »). Une agence de publicité sollicitée par United Artists adopte le choix d'Allen en suggérant au studio de publier des publicités dans les journaux qui ressemblaient à de faux titres de tabloïd, tels que « Anhedonia Strikes Cleveland! » (« l'anhédonie s'abat sur Cleveland ! »). Cependant, Allen expérimente plusieurs titres lors de cinq projections de test, dont Anxiety (« Anxieté ») et Annie and Alvy (« Annie et Alvy »), pour finalement opter pour Annie Hall.

### Choix de la distribution
Plusieurs références à la vie de Woody Allen dans le film laissent penser qu'il serait autobiographique : Allen et le personnage d'Alvy sont tous deux des comédiens ; son anniversaire apparaît sur le tableau noir dans une scène d'école ; « Alvy » est l'un des surnoms d'enfance d'Allen ; certaines parties de son enfance se retrouvent dans celle d'Alvy Singer; Allen et Alvy sont tous les deux allés à l'Université de New York. De plus, le vrai nom de famille de Diane Keaton est « Hall », « Annie » est son surnom, et elle et Allen ont eu une relation amoureuse. Allen a cependant tenté de dissiper ces suggestions : « Les choses dont les gens insistent sur le fait qu'elles sont autobiographiques ne le sont presque jamais. […] C'est tellement exagéré que cela n'a pratiquement aucun sens pour les personnes sur lesquelles ces petites nuances sont basées. Les gens se sont mis dans la tête qu’Annie Hall était autobiographique, et je n'ai pas pu les convaincre que ce n'était pas le cas »,,. Selon Woody Allen et contrairement à divers intervieweurs et commentateurs, Alvy n'est pas son personnage le plus proche de lui-même, il s'identifie davantage au personnage de la mère, interprétée par Geraldine Page, dans son film suivant Intérieurs (1978).
Le rôle de Annie Hall est écrit spécifiquement pour Diane Keaton, qui a déjà travaillé avec Woody Allen dans Tombe les filles et tais-toi (1972), Woody et les Robots (1973) et Guerre et Amour (1975). Elle considère le personnage comme une « version affable » d'elle-même — Keaton et Annie Hall sont toutes deux « semi-articulées, rêvent d'être chanteuse et souffrent d'insécurité » — et elle est surprise de remporter un Oscar pour sa performance. La comédienne déclare qu'Annie Hall est son rôle préféré et que le film signifie beaucoup pour elle. Lorsqu'on lui demande si le fait d'être tant associée au rôle la concerne en tant qu'actrice, elle répond : "Je ne suis pas hantée par Annie Hall. Je suis heureuse d'être Annie Hall. Si quelqu'un veut me voir de cette façon, ça me va.". Le film marque également la deuxième collaboration cinématographique entre Allen et Tony Roberts, leur projet précédent étant Tombe les filles et tais-toi.
Federico Fellini est le premier choix d'Allen pour apparaître dans le hall du cinéma car quelques uns de ses films figurent dans les dialogues de cette scène, mais Allen choisit finalement Marshall McLuhan, célèbre théoricien de la communication et professeur de littérature anglaise, après que Fellini et Luis Buñuel aient refusé de faire une apparition. Certains membres de la distribution, selon le biographe John Baxter, se sont sentis lésés par le traitement qu'Allen leur a réservé. Le réalisateur « a agi froidement » envers McLuhan, qui a dû revenir du Canada pour reprendre le tournage, et Mordecai Lawner, qui joue le père d'Alvy, a affirmé qu'Allen ne lui a jamais parlé. Cependant, pendant la production, Woody Allen commence une relation de deux ans avec Stacey Nelkin, qui apparaît dans une seule scène.
Le célèbre écrivain Truman Capote fait une apparition dans la scène où Alvy fait des plaisanteries sur les passants. Il dit "Voici le gagnant du concours de sosies de Truman Capote" alors que celui-ci passe dans le cadre. Plusieurs acteurs qui ont par la suite acquis une plus grande notoriété ont joué de petits rôles dans le film: John Glover en tant que petit ami acteur d'Annie, Jeff Goldblum en tant qu'homme qui "a oublié [son] mantra" à la fête de Noël de Tony Lacey; Beverly D'Angelo en tant qu'actrice dans l'émission télévisée de Rob; et Sigourney Weaver, qui fait ses débuts au cinéma, dans la séquence de clôture en tant que nouvelle petite amie d'Alvy.

### Tournage
Le tournage a lieu du 19 mai 1976 à février 1977 à New York, dans les Hamptons et à Los Angeles. Les premières prises de vues sont réalisées à South Fork sur l'île de Long Island avec la scène dans laquelle Alvy et Annie font bouillir des homards. Le tournage se poursuit périodiquement pendant les dix mois suivants et s'écarte fréquemment du scénario. Celui-ci ne mentionne d'ailleurs pas la maison d'enfance d'Alvy située sous des montagnes russes à Coney Island. Lorsque Woody Allen effectue un repérage des lieux à Brooklyn avec le directeur de la photographie Gordon Willis et le directeur artistique Mel Bourne (en), il décide de l'utiliser dans son film. De même, l'incident où Alvy disperse une ligne de cocaïne avec un éternuement accidentel n'est pas dans le scénario et est issue d'un hasard de répétition avant d'être gardée dans le film. Lors des tests d'audience, les rires sont si soutenus qu'une pause beaucoup plus longue est ajoutée pour que le dialogue suivant ne soit pas perdu.
Le premier montage du film effectué par Ralph Rosenblum en 1976 déçoit Brickman : . Rosenblum élabore le premier montage, de deux heures et vingt minutes, comme « les aventures surréalistes et abstraites d'un comédien juif névrosé qui revit sa vie très imparfaite et, ce faisant, fait la satire d'une grande partie de notre culture… un monologue visuel, une version plus sophistiquée et plus philosophique de Prends l'oseille et tire-toi ». Brickman le trouve « non dramatique et finalement inintéressant, une sorte d'exercice cérébral ». Il suggère alors un récit plus linéaire.
La relation au présent entre Alvy et Annie n'est pas l'objet narratif de ce premier montage, mais Allen et Rosenblum la reconnaissent comme la colonne vertébrale dramatique et commencent à retravailler le film « dans le sens de cette relation ». Rosenblum rappelle qu'Allen « n'a pas hésité à couper une grande partie des vingt premières minutes afin d'introduire le personnage joué par Keaton plus rapidement ». Selon le cinéaste, « je ne me suis pas assis avec Marshall Brickman et lui ai dit : « Nous allons écrire un film sur une relation. » Je veux dire que tout le concept de l'image a changé au fur et à mesure que nous la coupions ».
Comme le film est budgétisé pour deux semaines de prises de vues en post-production, trois tournages distincts pour le segment final sont réalisés à la fin de l'année 1976, mais seule une partie de ce matériel est utilisée. L'histoire qui termine le film, avec la blague sur « nous avons tous besoin des œufs », est conçue et enregistrée seulement deux heures avant une projection test.
Le film est indiqué dans le générique comme étant « une production de Jack Rollins et Charles H. Joffe ». Les deux hommes sont alors les managers d'Allen et sont crédités à ce même titre pour tous ses films de 1969 à 1993. Cependant seul Joffe occupe le rôle de producteur pour ce film et il reçoit donc l'Oscar du meilleur film. La séquence du générique présente un fond noir avec du texte blanc dans la police de caractères Windsor, un modèle que Allen utilise dans ses films suivants. Le critique de cinéma et réalisateur suédois Stig Björkman voit une certaine similitude avec la conception de titre simple et cohérente d’Ingmar Bergman, bien que Allen dit que son propre choix est un moyen de réduire les coûts.

### Musique
Très peu de musique de fond est utilisée dans le film. Cela marque un changement dans l'œuvre de Woody Allen, influencé par Ingmar Bergman. Diane Keaton chante deux fois dans le club de jazz : It Had to be You et Seems Like Old Times. Cette dernière chanson est reprise en voix off dans la scène de fin. Les autres exceptions incluent un chœur de garçons interprétant Christmas Medley pendant que les personnages traversent Los Angeles, le Molto allegro de la Symphonie no 41 de Mozart alors qu'Annie et Alvy traversent la campagne, la performance de Tommy Dorsey de Sleepy Lagoon, et la reprise anodine de la chanson de Savoy Brown A Hard Way to Go jouée lors d'une soirée dans le manoir du personnage de Paul Simon.

## Sortie et box-office
Le film a été projeté au Los Angeles Film Festival le 27 mars 1977 avant sa sortie officielle aux États-Unis le 20 avril 1977. Il a rapporté 38 251 425 $ (171 millions de dollars en dollars de 2021) aux États-Unis et au Canada pour un budget de 4 millions de dollars, ce qui en fait le 11e film le plus rentable de 1977. Sur les chiffres bruts, il se classe actuellement au quatrième rang des films les plus rentables de Woody Allen aux États-Unis, après Manhattan (1979), Hannah et ses sœurs (1986) et Minuit à Paris (2011) ; une fois ajusté à l'inflation, le chiffre brut en fait le plus gros succès au box-office du cinéaste. Il est resté à l'affiche pendant plus de 100 semaines consécutives à Londres et a rapporté plus de 5,6 millions de dollars au Royaume-Uni.

## Distinctions
- Oscar du meilleur film, du meilleur réalisateur (Woody Allen), du meilleur scénario (Allen et Brickman) et de la meilleure actrice (Diane Keaton) en 1978[37].
Ce soir-là, et comme chaque lundi, Woody Allen, qui est aussi clarinettiste, se produit avec son jazz band « New Orleans » au Carlyle Hotel de Manhattan à New York.
- British Academy Film Award du meilleur film en 1978.
- En septembre 2011, Time Out London publie un top 100 des meilleurs films comédie ; le film se retrouve en 4e position[38].

En 1992, la Bibliothèque du Congrès des États-Unis, sise à Washington D.C., a sélectionné le film pour intégrer le National Film Registry  (registre national du film) des États-Unis comme étant "culturellement, historiquement ou esthétiquement significatif".

## Style
Techniquement, le film a marqué une avancée importante pour Woody Allen. Il choisit Gordon Willis comme directeur de la photographie, qu'il considère comme « un professeur très important » et un « assistant technique ». Il déclare : « Je considère vraiment Annie Hall comme le premier pas vers la maturité d'une certaine manière dans la réalisation de films ». À l'époque, ils forment un couple jugé « étrange » par beaucoup de personnes, dont Diane Keaton. Le réalisateur est connu pour ses comédies et ses farces, alors que Willis est connu comme le « prince des ténèbres » en raison de son travail sur des films dramatiques comme Le Parrain (1972). Malgré cela, ils sont devenus amis pendant le tournage et ont poursuivi leur collaboration sur plusieurs autres films, dont Zelig (1983), qui vaudra à Gordon Willis sa première nomination à l'Oscar de la meilleure photographie.
Selon Willis, le tournage du film a été « relativement facile ». Il a opté pour différents styles de photographie : « une lumière dorée chaude pour la Californie, un ciel gris pour Manhattan et un Hollywood brillant des années 40 pour […] des séquences de rêve », dont la plupart ont été coupées. Il suggère aussi à Allen de filmer les scènes de double thérapie dans un décor divisé par un mur au lieu de la méthode habituelle de l'écran divisé (« split screen »). Il essaie de longues prises, avec quelques plans, en entier, d'une durée d'une scène entière, ce qui, pour le critique de cinéma Roger Ebert, renforce la puissance dramatique du film : « Peu de téléspectateurs remarquent probablement à quel point Annie Hall consiste en des gens qui parlent, qui parlent simplement. Ils marchent et parlent, s'asseyent et parlent, vont chez un psy, vont déjeuner, font l'amour et parlent, parlent à la caméra ou se lancent dans des monologues inspirés comme la libre association d'Annie alors qu'elle décrit sa famille à Alvy. proche de la perfection comme un tel discours peut probablement être … le tout fait en une seule prise d'une brillante maîtrise de la corde raide ». Il cite une étude qui a calculé que la durée moyenne des prises de vue d'Annie Hall est de 14,5 secondes, tandis que celle des autres films réalisés en 1977 varie de 4 à 7 secondes. Peter Cowie suggère que « Allen interrompt ses longues prises de vue avec des coupes plus orthodoxes dans les conversations afin que l'élan du film soit maintenu ». Bernd Herzogenrath note que l'utilisation de l'écran divisé pendant la scène du dîner pour souligner le contraste entre la famille juive et la famille chrétienne est très innovante.
Bien que le film ne soit pas essentiellement expérimental, il s'éloigne à plusieurs reprises la réalité narrative. James Bernardoni mentionne la façon dont Allen ouvre le film en regardant la caméra, ce qui compromet immédiatement l'implication du public dans le film. Dans une scène, le personnage d'Allen, qui accompagné d'Annie, est dans une file d'attente pour voir un film, écoute un homme derrière lui énoncer pompeusement ses analyses mal-informées sur l'importance de l'œuvre de Federico Fellini et de Marshall McLuhan. Woody Allen sort alors McLuhan en personne de sa position hors-champ pour qu'il corrige personnellement les erreurs de cet homme. Plus tard dans le film, lorsque nous voyons Annie et Alvy dans leur premier long discours, les « sous-titres mentaux » transmettent au public les doutes intérieurs des personnages. Une scène animée — avec des illustrations basées sur la bande dessinée Inside Woody Allen — représente Alvy et Annie sous les traits de la méchante reine de Blanche-Neige et les Sept Nains. Bien qu'Allen n'utilise qu'une seule fois chacune de ces techniques, le « quatrième mur » est brisé dans plusieurs autres scènes lorsque les personnages s'adressent directement à la caméra. Dans l'une, Alvy arrête plusieurs passants pour poser des questions sur l'amour, et dans une autre, il évite d'écrire une fin heureuse à sa relation avec Annie dans sa première pièce autobiographique comme l'« accomplissement d'un souhait » pardonnable. Allen choisit qu'Alvy brise le quatrième mur, explique-t-il, « parce que je sentais que beaucoup de personnes dans le public avaient les mêmes sentiments et les mêmes problèmes. Je voulais leur parler directement et les affronter ».

## Postérité
Bien que le film ait été acclamé par la critique et ait reçu plusieurs prix, Woody Allen lui-même en a été déçu : « Quand Annie Hall est sorti, ce film n'était pas censé être ce avec quoi je me suis retrouvé. Le film était censé être ce que se passe dans l'esprit d'un gars... Personne ne comprenait rien de ce qui se passait. La relation entre moi et Diane Keaton était tout ce qui comptait pour tout le monde. Ce n'était pas ce qui m'importait... Finalement, j'ai dû réduire le film à juste moi et Diane Keaton, et cette relation, donc j'ai été assez déçu par ce film ». Le réalisateur a refusé à plusieurs reprises d'en faire une suite, et il déclare dans une interview de 1992 que « les suites sont devenues ennuyeuses. Je ne pense pas que Francis Ford Coppola aurait dû faire Le Parrain III parce que Le Parrain II était assez génial. Quand ils font une suite, c'est juste une soif de plus d'argent, donc je n'aime pas tellement cette idée ».
En collaboration avec Diane Keaton, la costumière Ruth Morley crée un style qui a une influence sur le monde de la mode à la fin des années 1970, les femmes adoptant le look suivant: superposer des blazers masculins surdimensionnés sur des gilets, des pantalons bouffants ou des jupes longues, une cravate pour homme, et des bottes. Ce look était souvent appelé le "style Annie Hall". Certaines sources suggèrent que Diane Keaton est elle-même la principale responsable de ce style, et Ralph Lauren en a souvent revendiqué le mérite, mais une seule veste et une cravate ont été achetées chez Ralph Lauren pour être utilisées dans le film. Woody Allen rappelle que le style vestimentaire du styliste et de la comédienne ne s'est presque pas retrouvé dans le film. "Elle est entrée", se souvient-il en 1992, "et la costumière d'Annie Hall a dit : " Dis-lui de ne pas porter ça. Elle ne peut pas porter ça. C'est tellement fou. Et j'ai dit : "Laisse-la. C'est un génie. Laissons-la tranquille, laissons-la porter ce qu'elle veut.". Toutefois ce style n'a pas que des laudateurs à la sortie du film et après. En décembre 2008, le magazine Le Goût du Monde indique ainsi que "Vous qualifiez Diane Keaton, la merveilleuse actrice du merveilleux film, d'icône, pour son style vestimentaire. Il faut se souvenir qu'à l'époque de la sortie du film, elle avait été élue par les magazines de mode américains plusieurs années de suite "la femme la plus mal habillée du monde.".